# 加藤照麿
加藤 照麿（かとう てるまろ、文久3年9月8日（1863年10月20日） - 大正14年（1925年）9月29日）は、明治・大正時代の日本の華族、政治家、小児科医。東京府華族。貴族院議員・従三位・勲二等・男爵・医学博士。加藤弘之の長男。

## 経歴
出生から修学期

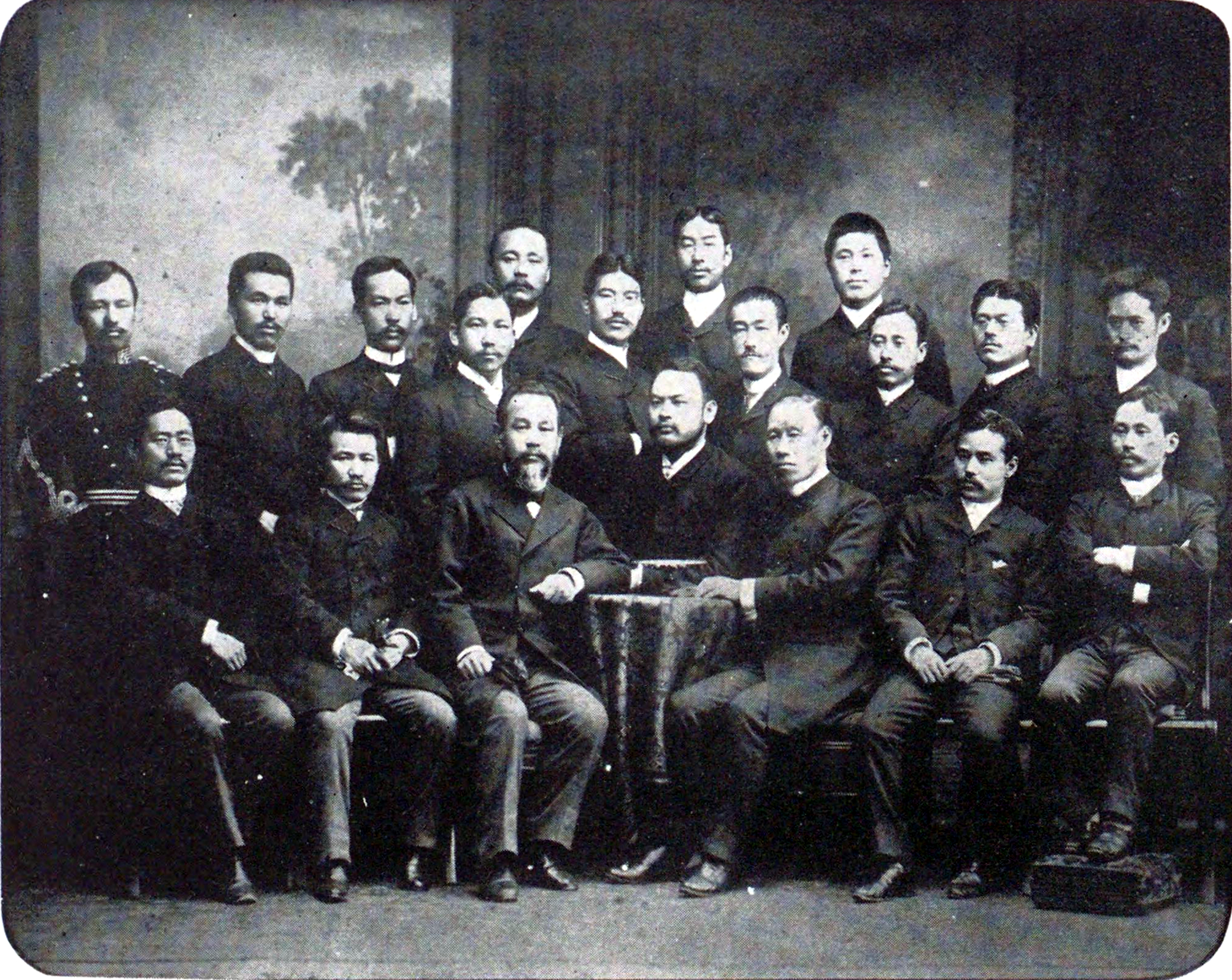
1888年、プロイセン王国ベルリン市にて日本人留学生と。前列左より河本重次郎、山根正次、田口和美、片山國嘉、石黑忠悳、隈川宗雄、尾澤主一。中列左から森林太郎、武島務、中濱東一郎、佐方潜蔵（のち侍医）、島田武次（のち宮城病院産科長）、谷口謙、瀬川昌耆、北里柴三郎、江口襄。後列左から濱田玄達、加藤、北川乙治郎

1863年(文久3年)、江戸で生まれた。東京外国語学校でドイツ語を学び、東京大学医学部に学んだ。中退して1884年にドイツへ留学。ベルリン大学で「ドクトル・メデチーネ」の学位を取得して卒業。その後、ミュンヘン大学で小児科、種痘科に勤務して医療を研修。
医学研究者、医師として
1888年に帰国して、宮内省侍医局侍医となった。1906年に医学博士号を取得。東宮主任侍医を務めたことから、五男の鋭五が迪宮（昭和天皇）幼少期のお相手（遊び友達）に選ばれた。
1925年5月22日、貴族院男爵議員補欠選挙で当選したが、同年9月に63歳で没した。墓所は雑司ヶ谷霊園にある。

## 栄典
位階
- 1900年（明治33年）
  - 7月30日 - 正六位[8]
  - 9月10日 - 従五位[9]
- 1910年（明治43年）9月30日 - 従四位[10]

勲章等
- 1910年（明治43年）12月26日 - 勲四等瑞宝章[11]
- 1915年（大正4年）12月1日 - 旭日中綬章[12]

## 家族・親族

### 加藤家
（兵庫県豊岡市出石町、東京麹町区下二番町）
- 父・弘之（旧出石藩士、東京大学初代綜理）
天保7年（1836年）生 - 大正5年（1916年）2月没
- 母・壽々[2]（大阪、市川兼恭養子[2]）
弘化3年（1846年）7月生[2] - 没
- 妹
隆子（公爵山県伊三郎に嫁す[2]）
梅（東京府士族榊保三郎に嫁す[2]）
ひさ（島根県平民工学博士俵国一に嫁す[2]）
- 妻・津禰（東京、士族岩橋静彦長女[2]）
明治2年（1869年）5月生[2] - 没
- 男・成之[2]
明治26年（1893年）9月生[2] - 昭和44年（1969年）6月没
- 男・鋭五（京極高鋭）[2]（子爵（旧峰山藩主家）京極高頼の婿養子、音楽評論家）
明治33年（1900年）12月生[2] - 昭和49年（1974年）12月没
- 男・四郎[2]（子爵浜尾新の養子[2]）
明治29年（1896年）4月生[2] - 昭和10年（1935年）10月没
- 男・郁郎（古川緑波）[2]（静岡県士族古川武太郎の養子[2]、コメディアン・俳優）
明治36年（1903年）8月生 - 昭和36年（1961年）1月没
- 男・七郎[2]（新潟県人増田義一の養子[2]、東京帝国大学司書・書誌学者）
明治38年（1905年）4月生[2] - 昭和18年（1943年）12月没

### 親戚
- 俵孫一（政治家、元商工相）